# Karl Kleinjung
Karl Kleinjung (* 11. März 1912 in Remscheid-Stockden; † 20. Februar 2003) war ein deutscher Leiter der Hauptabteilung I des Ministeriums für Staatssicherheit, zuletzt als Generalleutnant.

## Leben

### Weimarer Republik
Karl Kleinjung war der Sohn eines Heftmachers. Nach einer Ausbildung zum Friseur wurde er arbeitslos. 1929 wandte er sich der kommunistischen Bewegung zu und wurde Mitglied im KJVD. 1930 wurde er Mitglied des Rotfrontkämpferbundes und 1931 der KPD. Seine Parteigruppe traf sich regelmäßig im Schuppen der Familie Neumann direkt neben dem Mühlenteich des Remscheider Arbeiterviertels Büchen. Aus dieser Zeit stammt Kleinjungs Spitzname „Kognak“.

### Zeit des Nationalsozialismus
1933 flüchtete er aufgrund seiner Verwicklung in die Ermordung eines SA-Mannes in die Niederlande, wo er sich 1935 an der Organisation eines KJVD-Kongresses beteiligte; in dessen Ablauf wurde er zusammen mit Albert Hößler verhaftet und im Fort Honswijk interniert. Von dort wurde er später nach Belgien abgeschoben. Am Spanischen Bürgerkrieg nahm er von 1936 bis 1939 auf Seiten der Republikaner als Interbrigadist teil, zuletzt in der Gegenaufklärung. Nach der Niederlage der Republik ging er in die Sowjetunion, wo er eine Zeit lang in der Autofabrik in Gorki arbeitete. Nach dem deutschen Angriff auf die Sowjetunion erhielt er eine Spezialausbildung im Senden und Empfangen, Chiffrieren und Dechiffrieren als Aufklärer in Moskau und Ufa; von 1943 bis 1945 war er im Einsatz bei den belorussischen Partisanen und war beteiligt an der Durchführung von NKWD-Sonderaufträgen. 1945 kehrte er nach Moskau zurück und absolvierte dort eine Parteischule.

### Karriere in der DDR
1946 kehrte er nach Deutschland zurück, wo er Mitglied der SED wurde. Er erhielt die Funktion des Kreispolizeidirektors in Nordhausen und wurde Gruppenchef der Grenzpolizei in Mühlhausen. 1947 wurde er stellvertretender Leiter der Volkspolizei (VP) für das Land Thüringen und danach Leiter der VP Mecklenburg. 1949/50 absolvierte er einen Lehrgang für DVP-Offiziere an der Militärakademie der UdSSR in Wolsk bei Saratow.
1950 wurde er Angestellter des MfS sowie Leiter der Verwaltung Groß-Berlin, 1951 Leiter der MfS-Objektverwaltung der Wismut SAG und 1955 Leiter der HA I (Hauptabteilung I), die für Militärabwehr zuständig war. In dieser Eigenschaft betrieb er einen Plan zur Ermordung des NVA-Deserteurs Rudi Thurow. Von 1957 bis 1981 war er Mitglied des Kollegiums des Ministeriums für Nationale Verteidigung der DDR und wurde 1959 zum Generalmajor ernannt. 1974 wurde er zum Generalleutnant befördert.
Am 26. April 1976 verfasste Kleinjung einen „Maßnahmeplan zur Verhinderung weiterer Grenzprovokationen“ mit dem Ziel, „den oder die Täter festzunehmen bzw. zu vernichten“. Dieser Plan bezog sich auf Michael Gartenschläger, welcher im September 1961 als 17-Jähriger in der DDR nach Protesten gegen den Mauerbau zu lebenslanger Haft verurteilt worden war, jedoch nach zehn Jahren Haft von der Bundesrepublik Deutschland freigekauft wurde. Gartenschläger hatte dann am 30. März und 23. April 1976 zwei Selbstschussanlagen an der innerdeutschen Grenze abmontiert, um die Weltöffentlichkeit auf die Situation an der Grenze aufmerksam zu machen. Der Leiter der Abteilung Äußere Abwehr in der HA I, Oberst Helmut Heckel, ersetzte die diesem Grenzabschnitt zugeteilten Grenztruppen durch Spezialkräfte des MfS. Kompaniechef war Oberstleutnant Wolfgang Singer. Am 30. April 1976 wurde Michael Gartenschläger bei einem erneuten Versuch, eine Selbstschussanlage abzumontieren, erschossen. Singer hatte selbst den Grenztrupp angeführt, der die Todesschüsse abgab.
Im Jahr 1981 ging Kleinjung in den Ruhestand.

### Nach der deutschen Wiedervereinigung
1997 wurden Kleinjung, Heckel und Singer wegen Totschlags vom Landgericht Schwerin angeklagt. Die Staatsanwaltschaft warf den drei Angeklagten gemeinschaftlichen Totschlag in mittelbarer Täterschaft vor. Insbesondere wurde ihnen auch eine bedingte Mordabsicht vorgeworfen, da nach Ansicht der Staatsanwaltschaft auf Gartenschläger noch geschossen wurde, als dieser bereits verletzt und wehrlos am Boden lag. Der Vorwurf der Mordabsicht wurde fallengelassen. Die Vorgänge in der Tatnacht seien nicht zweifelsfrei aufzuklären gewesen, so die Urteilsbegründung. Kleinjung bestritt im Prozess, dass mit „Vernichtung“ ein Tötungsbefehl gemeint gewesen sei.
Das Revisionsverfahren wurde im Juni 2003 in Bezug auf Kleinjung eingestellt, da er zwischenzeitlich verstorben war. Das Verfahren gegen Wolfgang Singer wurde im April 2003 wegen Verjährung eingestellt und Heckel wurde freigesprochen.

## Auszeichnungen
- 6. Mai 1955 und 1962 Vaterländischer Verdienstorden in Silber
- 1965 Vaterländischer Verdienstorden in Gold
- 1982 Karl-Marx-Orden
- 1985 Medaille „40. Jahrestag des Sieges im Großen Vaterländischen Krieg 1941–1945“[9]
- 1987 Stern der Völkerfreundschaft in Gold